# Bayerisch Eisenstein
Bavorská Železná Ruda  (německy: Bayerisch Eisenstein, od roku 1951; dříve Eisenstein) je obec v Dolním Bavorsku v okrese Regen, ležící přímo na státní hranici s Českou republikou.

## Geografie
Obec na Šumavě leží v údolí řeky Řezná (německy Großer Regen), v tzv. Železnorudském údolí, uzavřeném mezi Svarohem (Zwerscheck), Špičákem (Spitzberg) a Pancířem (Panzer) ze severu a zároveň Velkým Javorem (Großer Arber) z jihu, napříč je údolí děleno státní hranicí s Českou republikou. Do pádu Železné opony byl přístup do 3 km vzdálené Železné Rudy (Markt Eisenstein) bez víza nemožný. Dnes se Bayerisch Eisenstein řadí mezi obce Národního parku Bavorský les a je nejsevernější obcí Regenského kraje a tím i celého Dolnobavorska. Obec je vzdálena zhruba 16 km severně od Zwieselu a 26 km od krajského města Regen. Železniční trať Waldbahn (Lesní dráha) spojuje Bayerisch Eisenstein s těmito městy každou hodinu. Z hraničního nádraží Železná Ruda-Alžbětín jezdí vlaky směrem na Klatovy, Plzeň i Prahu.

## Rozdělení obce
Obec je dělena do osmi částí, kterými kromě samotného centra obce jsou Arberhütte, Brennes, Neuhütte, Regehütte, Seebachschleife, Sonnenfels a Steinhütte.

## Politika
Obecní rada
Výsledky komunálních voleb z 15. března 2020
- CSU: 5 křesel (42.78%)
- Landesvereinigung Freie Wähler Bayern: 4 křesla (29,93 %)
- Bürgerliste Eisenstein: 3 křesla (27,29 %)

Starostou je Michael Herzog (CSU).

## Historie
Roku 1835 krajský soud určil název „Eisenstein“. S nádražím a zahájením provozu na Železnorudské dráze z Plattlingu do Plzně roku 1877 začal vlastní rozvoj obce mezi starším Neu-Waldhausem a nádražím Bavorská Železná Ruda - Státní hranice. Velkoryse koncipovaná nádražní budova stojí jednou polovinou na německém a druhou polovinou na českém území. Hraniční kontrola se prováděla v budově. Turistika a dřevařský průmysl přinášely upadajícím sklárnám velký rozmach.

## Hospodářství a infrastruktura
Po druhé světové válce byly dopravní spoje v „Rudském údolí“ s českými sousedy přerušeny. Až v roce 1969 byl znovuotevřen hraniční přechod Železná Ruda – Bayerisch Eisenstein. V roce 1991 se obnovilo i vlakové spojení a tím se zprovoznilo i železniční nádraží Železná Ruda-Alžbětín. Nyní je tak spojena cesta z Mnichova přes Bayerisch Eisenstein do Plzně a Prahy. Od léta 2006 jezdí poprvé od války vlak z německého Plattlingu na české nádraží Špičák.